# Lars-Erik Moberg
Lars-Erik Moberg (Katrineholm, 7 de agosto de 1957) es un deportista sueco que compitió en piragüismo en la modalidad de aguas tranquilas.
Participó en tres Juegos Olímpicos de Verano entre los años 1980 y 1988, obteniendo tres medallas de plata en la edición de Los Ángeles 1984. Ganó ocho medallas en el Campeonato Mundial de Piragüismo entre los años 1981 y 1987.

## Palmarés internacional
| Juegos Olímpicos   | Juegos Olímpicos             | Juegos Olímpicos  | Juegos Olímpicos |
| Año                | Lugar                        | Medalla           | Evento           |
| ------------------ | ---------------------------- | ----------------- | ---------------- |
| 1984               | Los Ángeles (Estados Unidos) | Medalla de plata  | K1 500 m         |
| 1984               | Los Ángeles (Estados Unidos) | Medalla de plata  | K2 500 m         |
| 1984               | Los Ángeles (Estados Unidos) | Medalla de plata  | K4 1000 m        |
| Campeonato Mundial |                              |                   |                  |
| Año                | Lugar                        | Medalla           | Evento           |
| 1981               | Nottingham (Reino Unido)     | Medalla de bronce | K1 500 m         |
| 1981               | Nottingham (Reino Unido)     | Medalla de plata  | K4 500 m         |
| 1982               | Belgrado (Yugoslavia)        | Medalla de bronce | K1 500 m         |
| 1982               | Belgrado (Yugoslavia)        | Medalla de bronce | K4 500 m         |
| 1982               | Belgrado (Yugoslavia)        | Medalla de oro    | K4 1000 m        |
| 1985               | Malinas (Bélgica)            | Medalla de bronce | K4 500 m         |
| 1985               | Malinas (Bélgica)            | Medalla de oro    | K4 1000 m        |
| 1987               | Duisburgo (RFA)              | Medalla de plata  | K4 1000 m        |